# آراسته‌شاخ‌ها
آراسته‌شاخ‌ها (نام علمی: Compsocerus) نام یک سرده از تیره سوسک‌های شاخ‌دراز است.